# Black Widow (achtbaan)
Black Widow was een stalen shuttle-achtbaan in het Amerikaanse attractiepark Six Flags New England te Springfield. De achtbaan werd gebouw door Arrow Dynamics in 1977 en werd weer gesloten in 1999. Na deze tijd is de achtbaan verplaatst naar Old Indiana Fun-n-Water Park hier heeft de achtbaan nog tot 2003 in opslag gelegen, om vervolgens als schroot te worden verkocht.